# Desco Records
Desco Records war ein auf Soul und Funk spezialisiertes Independent-Label in New York City.
Desco Records wurde 1996 von Philippe Lehman und Gabriel Roth gegründet und löste sich im Jahr 2000 wieder auf. Roth gründete danach mit Neal Sugarman Daptone Records, Lehman zunächst das Label „Soul Fire“, dann „Truth & Soul“.

## Veröffentlichte Künstler
| - The Daktaris - Naomi Davis & The Knights of Forty First Street - Lee Fields - Ravi Harris & The Prophets - Joseph Henry - Sharon Jones - Los Diablos | - The Mighty Imperials - Nino Nardini & The Pop Riviera Group - The Other Side - The Sugarman Three - The Soul Providers - The Unstoppable S Robinson |